# Mammillaria crocidata
Mammillaria crocidata es una especie perteneciente a la familia Cactaceae. Es endémico de  México. Su hábitat natural son los áridos desiertos.

## Descripción
Es una planta perenne carnosa y cilíndrica con las hojas transformadas en espinas, de color verde y con las flores de color rosa. 

## Taxonomía
Mammillaria crocidata fue descrita por Charles Lemaire y publicado en Cactearum aliquot novarum 9. 1838.
Etimología
Mammillaria: nombre genérico que fue descrita por vez primera por Carolus Linnaeus como Cactus mammillaris en 1753, nombre derivado del latín mammilla = tubérculo, en alusión a los tubérculos que son una de las características del género.
crocidata: epíteto latíno 
Sinonimia
- Mammillaria tetracantha,
- Mammillaria obconella,
- Mammillaria kewensis,
- Mammillaria hidalgensis,
- Mammillaria durispina,
- Mammillaria hoffmanniana,
- Neomammillaria hoffmanniana,
- Mammillaria ingens,
- Mammillaria kelleriana,
- Mammillaria neophaeacantha,
- Mammillaria subdurispina,
- Mammillaria xochipilli[3]